# Melancolía I
Melencolia I es un grabado del pintor del Renacimiento alemán Alberto Durero, que junto con El caballero, la Muerte y el Diablo y San Jerónimo en su gabinete, compone el trío de obras a buril creado en 1513-14 y apodado en alemán Meisterstiche (Estampas Maestras). Es considerada la imagen más misteriosa diseñada por Durero y se caracteriza, como muchas de sus obras, por su iconografía compleja y su simbolismo. Es una composición alegórica que ha suscitado diversas interpretaciones. Mide 24 cm de alto y 18.8 cm de ancho.

## Contenido de la imagen y simbolismo
- La imagen central y más importante es una figura alada meditabunda, que puede ser considerada un ángel, acurrucada en el suelo y con el rostro ensombrecido. Esta dama apoya su cabeza –coronada de hierbas y con el cabello despeinado– en su puño izquierdo, mientras que con la otra mano sostiene un compás. Del cinturón cuelgan un conjunto de llaves revueltas.[2]

«.. su mente está preocupada por visiones interiores, de suerte que afanarse con herramientas prácticas le parece carente de sentido (...) El gesto del puño cerrado, que hasta aquí era un mero síntoma de enfermedad ahora simboliza la concentración fanática de una mente que ha sido verdaderamente un problema, pero que en el mismo momento se siente tan incapaz de resolverlo como de desecharlo (...) La mirada vuelta a una lejanía vacía (...) Los ojos de Melancolía miran al reino de lo invisible con la misma intensidad con que su mano hace lo impalpable (...) Rodeada de los instrumentos del trabajo creador pero cavilando tristemente con la sensación de no llegar a nada (...) Un genio con alas que no va a desplegar, con una llave que no usará para abrir, con laureles en la frente pero sin sonrisa de victoria
R. Klibansky, E. Panofsky y F. Saxl, op. cit. pgs. 307 a 309.

- A su lado se encuentra un putto (mediador entre la esfera terrenal y celestial), apoyado en una piedra de molino, que escribe o dibuja sobre una tablilla.
- En la parte inferior se encuentra un perro famélico, animal que se encuentra también en otros grabados de Durero, durmiendo a los pies del personaje principal. Aunque tradicionalmente el perro simboliza la lealtad, aquí un perro puede representar la melancolía o la locura.
- En el suelo, hay varios útiles de carpintería (martillo, cepillo, clavos y sierra) y arquitectura (un tintero y una pluma) que se encuentran desordenados.
- En el grabado hay muchos elementos relacionados con la geometría, la aritmética y la medida del tiempo. Sobre el muro hay una esfera de madera torneada, un romboedro truncado[3][4] de cristal de alunita[5] formado por pentágonos irregulares y triángulos (en que se puede apreciar un rostro humano difuminado), una regla, un reloj de arena, una balanza y un cuadrado mágico de 4x4.[6] También hay una campanilla y una escalera de siete peldaños, que asciende hasta una torre o edificio que no se vislumbra su final.

| 16 | 3  | 2  | 13 |
| 5  | 10 | 11 | 8  |
| 9  | 6  | 7  | 12 |
| 4  | 15 | 14 | 1  |

Este cuadrado mágico está considerado el primero de las artes europeas. Es un cuadrado de orden cuatro en el que siempre se obtiene la constante mágica (34) en las filas, columnas, diagonales principales, y en las cuatro submatrices de orden 2 en las que puede dividirse el cuadrado, sumando los números de las esquinas, los cuatro números centrales, los dos números centrales de las filas (o columnas) primera y última, etc. Curiosamente las dos cifras centrales de la última fila 1514 son el año de ejecución de la obra.
Algunas disposiciones particulares en el cuadrado mágico de Durero que suman la constante mágica.
| 16 | 3  | 2  | 13 |
| 5  | 10 | 11 | 8  |
| 9  | 6  | 7  | 12 |
| 4  | 15 | 14 | 1  |

| 16 | 3  | 2  | 13 |
| 5  | 10 | 11 | 8  |
| 9  | 6  | 7  | 12 |
| 4  | 15 | 14 | 1  |

| 16 | 3  | 2  | 13 |
| 5  | 10 | 11 | 8  |
| 9  | 6  | 7  | 12 |
| 4  | 15 | 14 | 1  |

| 16 | 3  | 2  | 13 |
| 5  | 10 | 11 | 8  |
| 9  | 6  | 7  | 12 |
| 4  | 15 | 14 | 1  |

| 16 | 3  | 2  | 13 |
| 5  | 10 | 11 | 8  |
| 9  | 6  | 7  | 12 |
| 4  | 15 | 14 | 1  |

- En el fondo vemos un poblado. Hay un contraste entre la sombra que proyecta la Luna sobre los objetos y el brillo de un cometa, que se encuentra encerrado en un arco iris (símbolo de la reconciliación y de la alianza entre Dios y los hombres).
- Al fondo hay un murciélago sosteniendo una cartela con el texto “Melencolia I”, el título del grabado.

## Interpretación
Esta composición alegórica, considerada una de las estampas más famosas de los antiguos maestros, ha sido objeto de más interpretaciones modernas que casi cualquier otra imagen en arte. José Pijoán afirmó «no hay otra imagen humana tan saturada de pensamiento», refiriéndose a la obra. Cabe destacar la imprescindible interpretación de la obra de Durero realizada por Erwin Panofsky y el libro en dos volúmenes de Peter-Klaus Schuster. También Giorgio Agamben dedica parte de su ensayo Estancias. La palabra y el fantasma en la cultura occidental al estudio de este grabado.
Junto con El caballero, la Muerte y el Diablo y San Jerónimo en su gabinete, Melancolía I forma parte de las denominadas Estampas Maestras de Durero. Las estampas fueron realizadas entre 1513 y 1514 y son la culminación de su trabajo como grabador. Se han interpretado como autorretratos en clave simbólica, que nos presentan la imagen que Durero tiene de sí mismo: como artista de carácter melancólico en Melancolía I, como intelectual en San Jerónimo en su celda y como caballero cristiano en El caballero, la muerte y el diablo.
A su vez, Melancolía I simbolizaría la esfera intelectual dominada por el planeta Saturno, según la tradición astrológica ligado al sentimiento de la melancolía, constituyendo una conexión entre el mundo racional de las ciencias y el imaginativo de las artes. [cita requerida]
Al parecer, Durero estaba muy interesado por el estudio de las clasificaciones médicas y filosóficas que en su época dividían a los hombres en cuatro temperamentos: flemático, colérico, sanguíneo y melancólico. De estos cuatro temperamentos, Durero era identificado con el melancólico. La bilis negra a menudo se asociaba a los artistas y los arquitectos. Esto justifica el hecho de que la figura femenina de Melancolía I aparezca rodeada de instrumentos relacionados con las matemáticas y la geometría. 
Para realizar la estampa, Durero se inspiró en las ideas que Marsilio Ficino recoge en su libro Libri de Triplici Vita, sobre el carácter melancólico y saturniano. 
El hecho de que su título sea Melancolía I se explica recurriendo a otra fuente: el libro De Occulta Philosophia de Agrippa de Nettesheim, que fue publicado en 1531 y cuyo manuscrito era conocido desde 1510. Agrippa distinguía entre la “melancolía imaginativa”, la “melancolía mentalis” y la “melancolía rationalis”. Aunque no se sabe con certeza si Durero pensó en realizar una serie con estos tres aspectos de la melancolía.
Se ha sospechado que Melancolía I había sido concebido bajo el sentimiento de duelo por la pérdida de su madre. Incluso se ha dicho que los números del cuadrado mágico contendrían una referencia secreta a la fecha del fallecimiento.[cita requerida]

## Repercusión
Gottfried Keller, inspirado por la obra de Durero, escribió el poema Melancholy. En su estrofa última, el poeta sugiere la forma de un ángel como la encarnación artística de la fantasía. 
Inicialmente el filósofo Jean-Paul Sartre tenía la intención de titular su novela La náusea como Melancolía I, haciendo referencia a este grabado. 
Thomas Mann sentía especial atracción por uno de los numerosos símbolos que aparecen en el grabado de Durero: el cuadrado mágico o cuadrado de Júpiter. En la novela Doktor Faustus el protagonista, Adrián Leverkühn, cuelga dicho cuadrado sobre un piano alquilado.

(...) la magia —o la curiosidad (de ese cuadrado)— reside en el hecho de que, súmense esas cifras como se quiera, de arriba abajo, de derecha a izquierda o diagonalmente, se obtiene el mismo total de treinta y cuatro.

El ensayo de Günter Grass titulado Del diario de un caracol termina con el discurso sobre el grabado de Durero en la exposición que titula “La inmovilidad en el progreso”, en la que se dice: «Sólo quien conoce y cumple la inmovilidad en el progreso, quien ha cedido una vez, varias veces, quien ha estado en el caparazón vacío del caracol y ha frecuentado el lado oscuro de la utopía, es capaz de medir el progreso». 
James Thompson dedicó un poema al grabado.
En su obra Sor Juana Inés de la Cruz o las trampas de la fe, el escritor mexicano y Premio Nobel de Literatura (1990), Octavio Paz, establece una relación entre el poema de sor Juana, Primero sueño, y el grabado de Durero, Melancolía I. Para Paz, el poema y el grabado refieren al mismo acto: al de conocer, pues su tema es el mismo: la contemplación de la naturaleza y la desazón del espíritu. El escritor mexicano propone que ambas obras son confesiones intelectuales de sus autores cuyo sustento está en el neoplatonismo renacentista impulsado por Ficino y Cornelio Agrippa. Tanto Primero sueño como Melancolía I refieren al mismo número porque es sólo la primera fase de una imagen intelectual que, por abrirse hacia lo inacabado, dibujan la misma figura: la interrogación.
La banda alemana de metal sinfónico Haggard incluyó el grabado en la portada del álbum And Thou Shalt Trust... The Seer (1997). El disco está basado en la vida y obra de Michel de Nôtre-Dame en la época de la peste negra.
En la novela de ficción El símbolo perdido (2009), Dan Brown analiza los posibles enigmas que encierra la estampa, en especial su cuadrado mágico, que les servirá para descifrar la leyenda de la pirámide Masónica.